# Lurpak
Lurpak er et dansk smørmærke, der siden 2012 har været ejet af Arla Foods. Inden da var Lurpak-mærket ejet af mejeriforeningen, og alle mejerier i Danmark kunne producere Lurpak på licens fra Mejeriforeningen.
Mærket stammer fra begyndelsen af det 20. århundrede, hvor danske smørmejerier fandt det nødvendigt at lave et fælles kvalitetsmærke, for at udenlandsk smør af lavere kvalitet ikke skulle blive forvekslet med dansk smør. Som symbol valgtes to sammenslyngede lurer fra bronzealderen. Lurer var kendt fra fund i Norge, Skåne og Danmark. Fra begyndelsen hed varemærket "lurmærket smør", men senere blev det til det internationalt klingende "lurpak".
Mejeriernes smør skulle overholde en række kvalitetskrav for at bære mærket, og der er også i dag en ekstra kvalitetskontrol med Lurpak-smør, som dog ikke overstiger de almindelige kvalitetskrav betydeligt. 
Lurpak eksporteres bl.a. til Storbritannien og lande i Mellemøsten og findes i specialudgaver med bl.a. krydderurter eller Læsø sydesalt og som blandingsproduktet Lurpak Spreadable. I 2024 lancerede Arla en plantebaseret Lurpak. 